# Anguloa clowesii
Anguloa clowesii es una orquídea de hábito terrestre originaria de Sudamérica.

## Características
Es una gran planta de hábito terrestre, a veces, epífita, con pseudobulbos agrupados, cónico-piriformes, ligeramente comprimidos con 3 a 4 hojas caducas, apicales, obovada o elípticas. Prefiere el clima cálido al frío y tiene grandes flores de tacto ceroso, muy fragantes, con flores solitarias de 8 cm de longitud. Florecen en una erecta inflorescencia de 30 cm de largo. Produce la floración a partir de la primavera y durante todo el verano. En su cultivo, hay que tener cuidado con los hongos durante el invierno si se mantiene muy húmeda.

## Distribución y hábitat
Se distribuye desde Colombia hasta el noroeste de Venezuela en alturas de alrededor de 1600 m s. n. m. en la vertiente occidental de los Andes junto a los Llanos.

## Taxonomía
Anguloa clowesii fue descrita por (Ruiz & Pav.) Lindl. y publicado en Edwards's Botanical Register 30: Misc. 26. 1844.
Etimología
Anguloa (abreviado Ang.): nombre genérico otorgado en honor de "Francisco de Angulo", director de las minas de Perú y un aficionado a las orquídeas del tiempo en que llegaron Ruiz y Pav. a ese país.
clowesii: epíteto nombrado en honor del Reverendo Clowes, un horticultor de orquídeas inglés del siglo XIX.
Sinonimia
- Anguloa clowesii var. aurea A.DC. ex Oakeley (1999)
- Anguloa clowesii var flava 1847[2][5][6]